# Stars Are Blind
Stars Are Blind — песня американской модели, актрисы и певицы Пэрис Хилтон из её дебютного студийного альбома Paris (2006). Она была выпущена синглом 5 июня 2006 года. Дженнифер Карр была аранжировщиком и бэк-вокалисткой в этой песне.
Ремикс в стиле реггетон с участием пуэрто-риканского дуэта Wisin & Yandel был выпущен в Латинской Америке, получил широкое распространение и стал популярным в Колумбии, Эквадоре, Чили и Венесуэле.
30 декабря 2022 года Пэрис выпустила «обновлённую» версию под названием «Stars Are Blind (Paris’ Version)». 

## Музыкальное видео
Клип, режиссёром которого выступил Крис Эпплбаум, был снят в мае 2006 года в Малибу, штат Калифорния. В нём Пэрис гуляет и катается по пляжу со своим возлюбленным. Премьера клипа состоялась 6 июня 2006 года на MTV. В августе 2006 года Хилтон опубликовала его на своём официальном YouTube канале. Так она прокомментировала съёмки:
Снимать клип было очень весело. Я прекрасно провела время и была так горда, когда он вышел и всем понравился.
Видео вошло в список 50 худших видео всех времён по версии NME, оказавшись на 49-м месте. В журнале говорилось: «Это то, что ты можешь сделать, когда у твоего папочки много денег, — заплатить кому-нибудь, чтобы он снял, как ты валяешься в бикини на песке с парнем, чтобы отвлечь нас от того факта, что твой вокал довели до идеала при помощи автотюна (и довольно плохо). Молодец, Пэрис Хилтон, — ты успешно создала нечто, что отстойнее самой песни (что, честно говоря, мы считали невозможным)».
Вторая версия видео, полностью чёрно-белая, была снята для европейских и латиноамериканских стран. В ней любовник Хилтон (Лукас Бабин) выступает в роли её фотографа на фотосессии. Сцены на пляже также присутствуют, но уже как фантазии Пэрис во время фотосессии. В конце видео она завоёвывает расположение фотографа, но в итоге просто забирает ключи и угоняет его машину. Вторая версия была представлена на сайте Z100 5 июля 2006 года.

## Критика
Стивен Томас Эрлевайн из AllMusic назвал её «лёгким треком».
Сэл Чинквемани из Slant сказал, что «Дебютный сингл Пэрис "Stars Are Blind" стал сюрпризом лета. Это солнечная песня о любви в стиле регги затмила новые синглы некоторых крупнейших звёзд музыки».
Лия Гринблатт из Entertainment Weekly назвала композицию «летним островным грувом».
Марк Дэниелс из Yahoo! Music сказал: «Даже этот поп-регги, который никогда не был в почёте, в сингле «Stars Are Blind» находит отклик».

## Конфликт со Sparta Florida Music Group
В июне 2007 года правообладатели песни 1970 года «Kingston Town», Sparta Florida Music Group, подали в суд на Хилтон и Warner Chappell Music за плагиат из-за предполагаемого сходства между «Stars Are Blind» и «Kingston Town». В этих двух песнях используется одна и та же последовательность аккордов в куплетах. Было ошибочно указано, что истцом была UB40, но сама группа опровергла это на своём сайте. Судя по всему, иск был урегулирован во внесудебном порядке.

## Другие версии
После выхода песни было выпущено несколько сборников ремиксов. Среди них были ремикс Трейси Янг и совместная работа с Wisin & Yandel. Песня возглавила чарт Dance Club Songs. Подруга Хилтон, немецкая певица Ким Петрас, исполнила кавер-версию песни и выложила её в интернет. Обновлённая версия песни «Stars Are Blind (Paris' Version)» была выпущена эксклюзивно на Amazon Music 30 декабря 2022 года. Также была выпущена версия с участием Петрас.

## Позиции в чартах
| Чарт (2006)                                     | Позиция |
| ----------------------------------------------- | ------- |
| Австралия (ARIA)                                | 7       |
| Австрия (Ö3 Austria Top 40)                     | 3       |
| Бельгия/Фландрия (Ultratop 50)                  | 18      |
| Бельгия/Валлония (Ultratop 50)                  | 28      |
| Канада Digital Song Sales (Billboard)           | 4       |
| Канада Contemporary hit radio (Radio & Records) | 13      |
| Канада (Billboard CHR/Top 40)                   | 13      |
| СНГ (TopHit)                                    | 50      |
| Хорватия (HRT)                                  | 9       |
| Чехия (Rádio — Top 100)                         | 6       |
| Дания (Tracklisten)                             | 5       |
| Европа (Eurochart Hot 100)                      | 5       |
| Финляндия (Suomen virallinen lista)             | 6       |
| Франция (SNEP)                                  | 34      |
| Германия (GfK)                                  | 7       |
| Венгрия (Rádiós Top 40)                         | 7       |
| Венгрия (Single Top 40)                         | 1       |
| Ирландия (IRMA)                                 | 4       |
| Италия (FIMI)                                   | 5       |
| Нидерланды (Dutch Top 40)                       | 12      |
| Нидерланды (Single Top 100)                     | 20      |
| Новая Зеландия (Recorded Music NZ)              | 12      |
| Норвегия (VG-lista)                             | 6       |
| Румыния (Romanian Top 100)                      | 10      |
| Россия (TopHit)                                 | 44      |
| Шотландия (OCC Scotland)                        | 1       |
| Словакия (Rádio — Top 100)                      | 1       |
| Швеция (Sverigetopplistan)                      | 3       |
| Швейцария (Schweizer Hitparade)                 | 5       |
| Великобритания (OCC UK Singles)                 | 5       |
| США (Billboard Hot 100)                         | 18      |
| США (Billboard Dance Club Songs)                | 1       |
| США (Billboard Dance Singles Sales)             | 1       |
| США (Billboard Dance/Mix Show Airplay)          | 8       |
| США (Billboard Pop Airplay)                     | 16      |
| Венесуэла (Record Report)                       | 2       |

| Чарт (2006)                        | Позиция |
| ---------------------------------- | ------- |
| Австралия (ARIA)                   | 77      |
| Австрия (Ö3 Austria Top 40)        | 41      |
| Бельгия (Ultratop)                 | 67      |
| Европа (European Hot 100 Singles)  | 86      |
| Германия (Чарты GfK Entertainment) | 56      |
| Венгрия (Rádiós Top 40)            | 86      |
| Италия (FIMI)                      | 31      |
| Нидерланды (Dutch Top 40)          | 96      |
| Нидерланды (Single Top 100)        | 98      |
| Румыния (Romanian Top 100)         | 41      |
| Россия (TopHit)                    | 173     |
| Швеция (Sverigetopplistan)         | 35      |
| Швейцария (Schweizer Hitparade)    | 35      |
| Великобритания (OCC)               | 122     |
| США Dance Club Songs (Billboard)   | 11      |

## Сертификация
| Регион                                                      | Сертификация | Продажи |
| ----------------------------------------------------------- | ------------ | ------- |
| Дания (IFPI Danmark)                                        | Золотой      | 4000^   |
| Италия                                                      | —            | 10,000  |
| Швеция (GLF)                                                | Золотой      | 10 000^ |
| Великобритания                                              | —            | 102,000 |
| США (RIAA)                                                  | Золотой      | 559,000 |
| ^ Данные о тиражах приведены только на основе сертификации. |              |         |